# 廖俊智
廖俊智（英語：James C. Liao，1958年—），台灣化學家，現任中央研究院院長、總統府國家氣候變遷對策委員會副召集人。

## 生平
生於高雄市。1980年获得國立臺灣大學学士学位，1987年获得威斯康辛大學麥迪遜分校博士学位，师从埃德溫·尼布洛克·萊特富特（教科书《輸送現象》的作者之一。）1987年进入伊士曼柯达公司，1990年加入得克萨斯农工大学担任助教授，1993年升任副教授，1997年成为加利福尼亚大学洛杉矶分校教授。2016年，經時任總統蔡英文核任中華民國中央研究院第11任院長，於6月21日返臺履新就任。並於2021年6月續任。

## 荣誉
- 2002年被选为美国医学与生物工程院院士
- 2012年獲選為美國國家工程院院士
- 2014年獲選為第30屆中華民國中央研究院院士
- 2015年獲選為美國國家科學院院士
- 2015年獲選為美國發明家學院院士
- 2020年獲選世界科學院院士[8]
- 2024年獲選歐洲分子生物學組織外籍院士

## 外部連結
- 中央研究院 - 廖俊智院長介紹 （页面存档备份，存于）